# Christian Ahlers
Christian Ahlers (* 25. Juli 1974 in Bremen) ist ein deutscher Schauspieler.

## Leben
Ahlers wuchs im Bremer Stadtteil Neue Vahr Nord und im Taunus auf. Von 1998 bis 2002 studierte er Schauspiel an der Universität der Künste Berlin. Erste Engagements führten ihn anschließend an das Berliner Maxim Gorki Theater, an die Berliner Schaubühne sowie 2002 bis 2005 an das Theater Osnabrück. 2012 bis 2015 spielte er in Goethes Torquato Tasso im Berliner Theaterdiscounter sowie im Theater Rampe in Stuttgart.
Im Kino war Ahlers 2009 einer von sechs Hauptdarstellern im Grimme-Preis-nominierten Filmdrama 66/67 – Fairplay war gestern. 2019 spielte er im Kinofilm Stand Up! Was bleibt, wenn alles weg ist (Regie Timo Jacobs), 2021 in der Märchenverfilmung Zwerg Nase von Ngo The Chau den Oberküchenmeister.
Er war im Kinofilm Der Baader Meinhof Komplex sowie im TV-Film Der Rücktritt über die Affäre Wulff von Nico Hofmann zu sehen, außerdem in Episodenrollen von Die Stein, SOKO Köln, Großstadtrevier, Ritas Welt und Babylon Berlin (als Gretas Rechtsanwalt). In der Spiegel TV-Produktion Verschollen vor Spitzbergen für das ZDF verkörperte Ahlers den Polarforscher Herbert Schröder-Stranz. Seit 2021 hat er eine durchgehende Serienrolle in der ZDF-Reihe der Ostfrieslandkrimis von Klaus-Peter Wolf.
Neben freien Theaterprojekten in Berlin produzierte Ahlers zahlreiche Hörspiele mit dem Schweizer Schriftsteller Michael Stauffer, trat in Werbespots sowie in Musikvideos z. B. der Band Naughty North auf.
Ahlers ist verheiratet und lebt in Berlin. Sein Großvater war der Bremer Gartenbaudirektor Erich Ahlers.

## Hörspiele (Auswahl)
- 2012: Das großartige Mimei (Regie: Michael Stauffer)

## Filmografie (Auswahl)
- 2008: Der Baader Meinhof Komplex
- 2009: 66/67 – Fairplay war gestern
- 2009: Nur für einen Augenblick (Regie: Abel Lindner)
- 2012: Ein Jahr nach morgen
- 2013: Meine Schwestern (Regie: Lars Kraume), ARD
- 2017: Wendy 2 – Freundschaft für immer
- 2016: Gladbeck
- 2015: Blochin – Die Lebenden und die Toten
- 2014: Der Rücktritt
- 2019: Stand Up! Was bleibt, wenn alles weg ist
- 2019: Babylon Berlin
- seit 2021: Ostfrieslandkrimis
- 2021: Toutes ces choses qu’on ne s’est pas dites (Regie: Miguel Courtois), Canal+
- 2021: Zwerg Nase
- 2021: Mein Freund das Ekel (Regie: Wolfgang Groos), ZDF-Mini-Serie
- 2022: Boom Boom Bruno (Regie: Maurice Hübner), Warner-TV
- 2022: Alice (Regie: Nicole Weegmann)
- 2024: Dünentod – Falsches Spiel